# Fishia tortilis
Fishia tortilis är en fjärilsart som beskrevs av Augustus Radcliffe Grote 1880. Fishia tortilis ingår i släktet Fishia och familjen nattflyn. Inga underarter finns listade i Catalogue of Life.